# 라 오레하 데 반 고흐
라 오레하 데 반 고흐(스페인어: La Oreja de Van Gogh)는 스페인의 음악 그룹이다. 스페인 산세바스티안 출신의 음악 그룹으로서 제1대 보컬인 아마이아 몬테이로의 제안으로 자신의 귀를 잘랐던 비운의 화가 빈센트 반 고흐를 밴드의 이름으로 선택했다. 아마이아 몬테이로가 보컬이던 시절 첫 4개 음반 만으로 전세계 600만 장 이상을 판매했으나, 동아시아(대한민국, 일본, 중국)에서는 아직도 음반을 팔지 않고 있다.
그들의 독특하고 시적인 노래의 가사와 곡은 대부분 하비 산 마틴과 파블로 베네기스에 의해 작사, 작곡되었다.(예외로서 'Pop'과 'A Diez Centimetros De Ti'는 아마이아 몬테이로가 곡을 붙였다.) 그들의 노래의 주제는 일상생활에서 어디서든 형성될 수 있다. 어떤 인간 관계에서든 사랑, 친교를 포함하고 있는 그들의 음반은 4집의 앨범의 6백만개가 넘는 사본을 전 세계에 판매했다.
2007년 11월에는, 알려지는 리드 싱어 아마이아 몬테이로의 솔로 경력을 시작하기 위하여 그녀가 그룹을 남겨두고 탈퇴했다. 이 때문에 오레하 데 반 고흐는 당분간 무보컬 상태의 밴드가 되었지만 그 이후 그녀의 후임 보컬은 당시 29살의 레이레 마르티네스로 확정되었다. 레이레 마르티네스가 참여한 첫 번째 앨범은 "A las cinco en el Astoria"이라는 제목을 부여했고 여기에 수록된 곡들 중 El Último Vals를 타이틀 곡으로 선택하였다. 레이레 마르티네스는 2008년9월 2일에 스페인에서 진행하는 'Factor X'라는 쇼 프로그램에서 캐스팅되었다.
라 오레하 데 반 고흐는 라틴 그래미상을 수상한 라 오레하 데 반 고흐의 멤버들은 가수로서 데뷔하는 것은 그다지 좋아하지 않고 인디밴드로서 남기를 원했으며 그래서 팀 이름조차 아직 정하지 않은 상태였다. 그런데 그래미상을 수상한 데다가 소니 뮤직에서 캐스팅해가는 바람에 정식 가수가 되고 말았다. 2003년에는 이미 Rosas로 빌보드 핫 100에서 4등을 차지하였다. 놀라운 점은 이 당시 라 오레하 데 반 고흐가 미국에서는 전혀 활동을 하지 않고 있는 상태였다는 점이다.

## 이력

### 구성원
| 구분      | 이름                                                   | 생일                   | 포지션             |
| --------- | ------------------------------------------------------ | ---------------------- | ------------------ |
| 현재 멤버 | 레이레 마르티네스 오초아 (Leire Martínez Ochoa)        | 1979년 6월 22일(45세)  | 메인 보컬          |
| 현재 멤버 | 하비 산 마르틴 벨더레인 (Xabier San Martín Beldarrain) | 1977년 5월 20일(47세)  | 리더, 작곡, 키보드 |
| 현재 멤버 | 알바로 푸엔테스 이발츠 (Álvaro Fuentes Ibarz)          | 1975년 11월 17일(49세) | 베이스 기타        |
| 현재 멤버 | 파블로 베네기스 우르바옌 (Pablo Benegas Urabayen)      | 1976년 6월 21일(48세)  | 기타, 작사         |
| 현재 멤버 | 하리츠 가르테 페르난데스 (Haritz Garde Fernández)      | 1976년 1월 23일(49세)  | 드럼               |
| 이전 멤버 | 아마이아 몬테이로 살디아스 (Amaia Montero Saldías)     | 1976년 8월 26일(48세)  | 보컬               |
| 이전 멤버 | 루이스 마이어 (Luis Meyer)                             |                        | 기타               |

#### 아마이아 몬테이로
원래 "Los Sin Nombre" (The Nameless Ones)라는 이름을 가진 이 밴드는 멤버가 하비 산 마틴, 파블로 베네기스, 알바로 푸엔테스, 하라츠 가르테로 구성되어 있었다. 그들의 음반과 노래의 스타일은 결코 수정되는 일이 없었다. 그들이 알고 있는 아마이아 몬테이로는 그 이후 밴드에 합류했다. 그들은 산 세바스티안의 락 페스티발에서 대상을 차지했고 이로 인하여 유명해졌다. 오레하 데 반 고흐는 1998년 발표한 그들의 첫 앨범 Dile al sol (Tell it to the sun)로 가수로서 정식으로 데뷔했고, 2000년에는 Rosas를 발표곡으로 하여 El viaje de Copperpot라는 앨범을 발매했는데 Rosas가 크게 인기를 끌면서 가수로서 성공하게 된다.(Copperpot's Journey). 그로부터 3년 후, 그들은 3번째 앨범 Lo que te conté mientras te hacías la dormida (What I told you while you were pretending to be asleep)를 발표했고 여기서 발표곡은 20 De Enero(Jan 20)이었는데 이 곡 역시 크게 인기를 끌어 오레하 데 반 고흐는 라틴팝과 유로팝의 정점에 선 가수로서 입지를 굳혔다. 또한 그 이후 2006년에는 Guapa (Pretty).라는 음반을 발표했고 이 역시 Dolce Locura(Sweet Madness)가 크게 인기를 끌어 가수로서 승승장구하게 되었다. 하지만 이 와중에 솔로로 독립하기 위해 그녀는 라 오레하 데 반 고흐를 떠난다. 아마이아 몬테이로는 자신의 음악 성향이 변했고 새로운 도전을 하고 싶어 하며 2008년에 라 오레하 데 반 고흐를 탈퇴하였다.
그녀가 라 오레하 데 반 고흐를 떠나면서 나머지 멤버들에게 이별선물로 준 노래가 En Mi Lado Del Sofa였다.

#### 레이레 마르티네스
2007년에, 아마이아 몬테이로가 탈퇴한 이후 나머지 멤버들이 발견하여 섭외한 새로운 보컬이다. 2008년 9월 그들은 레이레 마르티네스를 라 오레하 데 반 고흐의 보컬로 키워낸 후 "El Último Vals"를 첫 발표곡으로 A las cinco en el Astoria (At five o'clock in Astoria).라는 앨범을 발표했다. 발군의 가창력 이외에도 빼어난 미모로도 유명하다.
2021년에 레이레 마르티네스의 활동기간이 아마이아 몬테이로의 활동기간을 넘어섰다.

## 활동범위
라 오레하 데 반 고흐는 단지 음악에 대한 재미만으로 즐기기 위해 가수활동을 시작했으나 폭발적으로 인기를 얻어 스페인에서 뿐만 아니라 중남미로 활동범위를 넓혔고 3집 이후에는 미국으로 진출했는데 미국에서 역시 폭발적인 인기를 끌어 가는 곳마다 가수로서 크게 성공했다. 심지어는 그들이 활동하지 않은 한국, 일본 등 동아시아에서조차 폭발적인 인기를 끌고 있다.
라 오레하 데 반 고흐 특유의 매력을 그대로 끌고 나갔기 때문에 그들의 노래는 보컬을 바꾸고도 계속 스페인과 중남미의 음반차트에서 상위권을 유지하고 있으며 'El Ultimo Vals'는 2008년 말에 스페인 차트와 아르헨티나 차트에서 동시에 1위에 올라가기도 했다.

## 사그러들지 않는 인기
- 라 오레하 데 반 고흐는 보컬을 바꾸고 새로 음반도 발표했음에도 불구하고 그들이 아마이아 몬테이로가 보컬이었던 시절에 발표된 곡들이 아직까지도 폭발적인 인기를 끌고 있다. 그래서 레이레 마르티네스가 Rosas, 20 De Enero등 자신이 가수가 되기 전에 발표된 노래로 공연[12]을 하기도 했다.
- 2005년 칠레에서 여러 가수들이 모여서 콘서트를 하게 되었는데 라 오레하 데 반 고흐의 공연이 끝나자 팬들이 난입하여 다음 가수의 출연을 무려 25분 동안이나 방해하는 바람에 라 오레하 데 반 고흐는 다시 무대위로 올라가야만 했다.
- 2020년대에서는 미국에서도 공연을 하는데 매 콘서트 마다 조기매진을 달성하고 있다.

## 아이콘
라 오레하 데 반 고흐를 상징하는 이모티콘은 '노란 손바닥'이다. 때문에 오레하데 반 고흐의 팬들은 오레하데 반 고흐의 공연때마다 노란 손바닥 모양의 풍선을 들며 환호를 한다.

## EuropaVII Video
라 오레하 데 반고흐의 노래 에우로파7(europavii)은 의외로 많은 팬들이 좋아하여 라 오레하 데 반 고흐의 광적인 팬들이 에우로파7의 가상 뮤직비디오를 대량으로 쏟아냈다. 그 결과(더 정확하게 표현하자면 팬들의 성화에 못이겨) 라 오레하 데 반 고흐는 에우로파7의 진짜 뮤직비디오를 촬영하기에 이르렀다. 특히 에우로파7의 뮤직비디오에 마릴린 몬로, 넬슨 만델라, 버락 오바마, 찰스 왕세자부부등 세계의 유명인사들이 등장해서 화제가 되기도 했다.

## 필모그래피
- (1999) Dile al sol VHS
- (2002) El viaje de Copperpot VHS & DVD
- (2003) Lo que te conté mientras te hacías la dormida, Gira 2003 CD+DVD

## 발매앨범
- 1998: Dile al sol
- 2000: El viaje de Copperpot
- 2003: Lo que te conté mientras te hacías la dormida
- 2006: Guapa
- 2008: A las cinco en el Astoria
- 2011: Cometas por el cielo
- 2013: 1F - Primera Fila
- 2016: El planeta imaginario

## 기타
| 부가 목록                                                                                |
| ---------------------------------------------------------------------------------------- |
| LOVG - Grandes Éxitos - Released: 2008 (SPA) - Peak Position: #11 - Spain Sales: 60.000+ |

## 스텝
- Ni Una Sola Palabra - Paulina Rubio
- Amores Dormidos - Edurne
- Qué Va A Ser - Fran Perea
- Adelante (BBVA theme song) - Naiara